# Фейрі

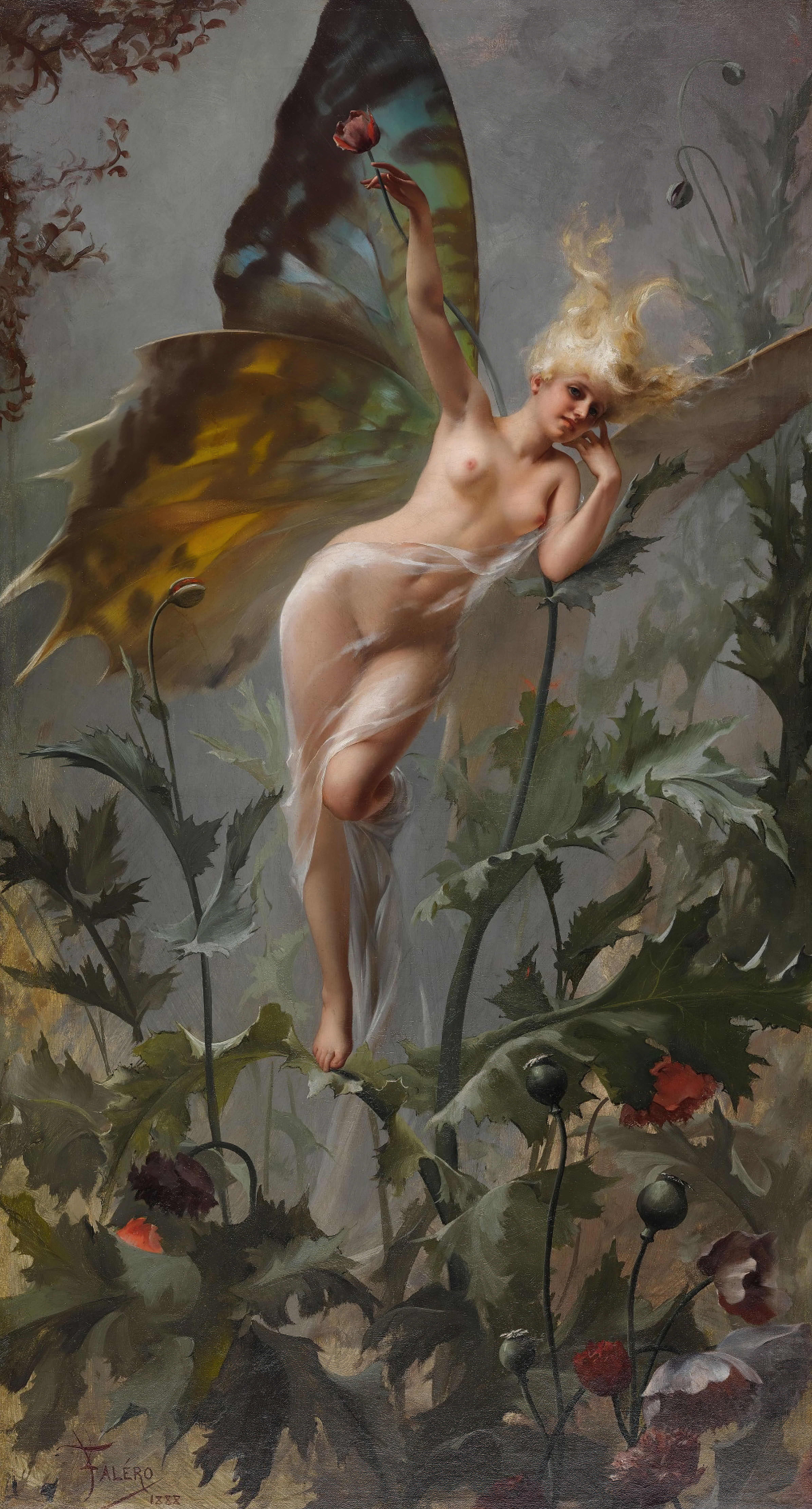
Luis Ricardo Falero Poppy Fairy (1888)

Фейрі (англ. Fairy) – в фольклорі германських і кельтських народів, перш за все – шотландців, ірландців і валлійців, загальне найменування надприродних істот. 

## Походження
Шотландські оповіді свідчать, про те, що це занепалі ангели, сущі біси, тоді як валлійські називають Фейрі душами мертвих. Існує також гіпотеза, що це мерці, що встали з могил (зомбі). Звісно ж, що більшість Фейрі відносяться – за термінологією Д. К. Зеленіна – до небіжчиків і лише деякі – скажімо, Туата Де Дананн або сиди – мають божественне походження.

## Зовнішній вигляд
Всі без виключення фейрі мають надзвичайну неземну красу, затьмарену якоюсь потворністю. Наприклад, жінки-еле красуні, але якщо подивитись на них зі спини, виявиться, що вони мають порожні потилиці. Шотландські глейстиги носять довгий одяг, щоб приховати свої цапині копита. Шотландські хромушки – кульгають. Тобто фейрі завжди можна відрізнити від людини за якою-небудь тілесною вадою. Деякі мають одне око, або не мають носа. Інші мають ікла або руки з перетинками. Стосовно одягу, всі фейрі надають перевагу зеленому кольору. Але фейрі також полюбляють носити одяг червоного, блакитного або білого кольору. Наряд фейрі зазвичай складають зелена куртка, темні штани і червона шапка або капелюх, іноді - з пером сови.Зустрічаються і такі фейрі, які вважають за краще вбрання з моху або опалого листя - і навіть зі склеєних росою павутинок. Фейрі можуть бути як високими, так і низькими. Мають загострені догори вуха. Досвідчені люди помічають інші особливості: перетинчасті лапи або вивернуті задом наперед ступні, носи без ніздрів, розкосі очі або хвіст, що стирчить з-під одягу.

## Типи
- Бродячі – найчисленніша група (до них також відносяться героїчні фейрі). Вони різні за зростом, за видом і за характером, від злісних і кровожерних слуає до крихітних піксі, що засинають в чашечках квіток.
- Самотні – група, що зла і вважає за краще спілкуванню самотність. Виключенням є брауні. Відрізняються від бродячих тим, що надають перевагу одягу червоного кольору, в той час як перші – зеленому одягу.
- Приручені – група, що відділилась від своїх "побратимів" та приєдналась до людей.

## Види
- Феї (англ. fae або фейрі - faerie) – надприродні істоти, що мають вигляд прекрасних молодих жінок або огидних старих (іноді - з крилами). Наділені здатністю робити чудеса і змінювати за бажанням свій зовнішній вигляд. Бувають як добрими, так і злими.
- Ельфи (нім. Elbe, англ. Elf, elves, шведок, elf, elva (альви в німецькій міфології) – нижчі духи, родичі гмурів (гномів), які не терплять підземель, тому їм важко ховатися від людей.
- Діні Ші – в ірландському фольклорі істоти, які, за переказами колись були богами, потім стали лицарями, які в жодній битві не зазнали поразки, а під кінець перетворилися на фейрі.
- Брауні або браун – англійський домовик-фейрі, що з'являється тільки вночі. Нешкідлива істота.
- Тілвіт тег – у валлійському фольклорі золотоволосі фейрі.Нешкідливі та дружелюбні істоти.

## Спосіб життя

### Поведінка
Фейрі поділяються на добрих та злих. Добрі досить дружелюбно відносяться до людей, рідко дозволяють собі нечестиві вчинки, але не проти побешкетувати. Злі ж навпаки не упустять можливості надурити людину. Саме злі фейрі викрадають людський скот та дітей, замість яких залишають "підкидьків". Інколи наказують людям вбивати собі подібних, але їх легко надурити, вбивши корову чи коня. Зазвичай добрі та злі фейрі знаходяться поруч, тому, якщо комусь причинять шкоду, інші починають мстити. У загальному і цілому всі фейрі живуть за прислів'ям: «Що твоє, то моє, а що моє – нікому не віддам». Фейрі, навіть злі, не брешуть, а всього-на-всього лукавлять; кажуть правду, але так, що не всякий зрозуміє істинний сенс слів.
Фейрі рідко втручалися в людські справи через свою божественну лінь. Вони допомагали або мстилися лише тоді, коли люди випадково перетинали їхній шлях і порушували їхній спокій. Проте фейрі любили воювати як між собою, так і з людьми, особливо в давнину, коли кельти володіли чарівними артефактами і мали надзвичайну силу. Однак у битвах із людьми брали участь лише злі фейрі, які мчали небом на конях із очима, що палали жаром.

### Оселі
Найчастіше фейрі селяться в пагорбах. Ці пагорби називаються «ноу» і діляться на дві частини – зовнішню («шийно») і внутрішню («бру» або «тудмен»). Шийно являє собою печеру, а бру – залу зі стелею, яка спирається на колони. У бру зазвичай проживають відразу кілька сімейств фейрі, а в тулменах мешкають фейрі-одинаки. Між іншим, на пагорбах, про яких відомо, що в них мешкають фейрі, не слід будувати житлові будинки, церкви або замки, бо істоти можуть перенести ці будівлі на інше місце.
Відмінною рисою життя Фейрі є те, що, живучи поруч із людьми, вони існують ніби в паралельному світі, де час і простір відрізняються від людських.

### Ремесла
Фейрі – чудові майстри. Вчать майстерству людей. Фейрі славляться як вправні ковалі. Перш за все це відноситься до карликів. які викували безліч скарбів і зброю. Але це сумнівний факт, адже фейрі не можуть доторкнутися до заліза. Лепрекони вправні в шитті взуття. У шахтах і копальнях працюють кобольди і стуканці. До того ж, фейрі чудово справляються з домашньою роботою.

### Розваги
Героїчні фейрі, такі, як діні ші, проводять час в аристократичних насолодах – танцюють, співають, полюють, влаштовують прогулянки верхи. Крім того, вони постійно воюють один з одним, і з людьми. Крім того, фейрі займаються спортом – зокрема, грають в м'яч. У них популярні футбол і трав'яний хокей, а також шахи. Між іншим, вони великі шахісти, і більшість гросмейстерів-людей не можуть їх перемогти.
Деяким щасливцям фейрі навіть демонстрували свої замки, аби вразити їхню уяву чи налякати, а потім отруїти тих, хто сумнівався у їхньому існуванні. 